# Llac de Hallwil
El Llac de Hallwil (en alemany Hallwilersee) és un llac de Suïssa que es troba en els cantons d'Argòvia i Lucerna. El seu nom prové de la família Hallwyl i del poble proper de Hallwil.
Ocupa una superfície de 10,3 km² dels quals 5/6 parts es troben al districte de Lenzburg, mentre que la resta està situat al districte de Hochdorf. Es troba a 449 m sobre el nivell del mar i té una profunditat màxima de 48 m. Té una llargada d'1,5 km. Forma part de la conca del riu Aar.

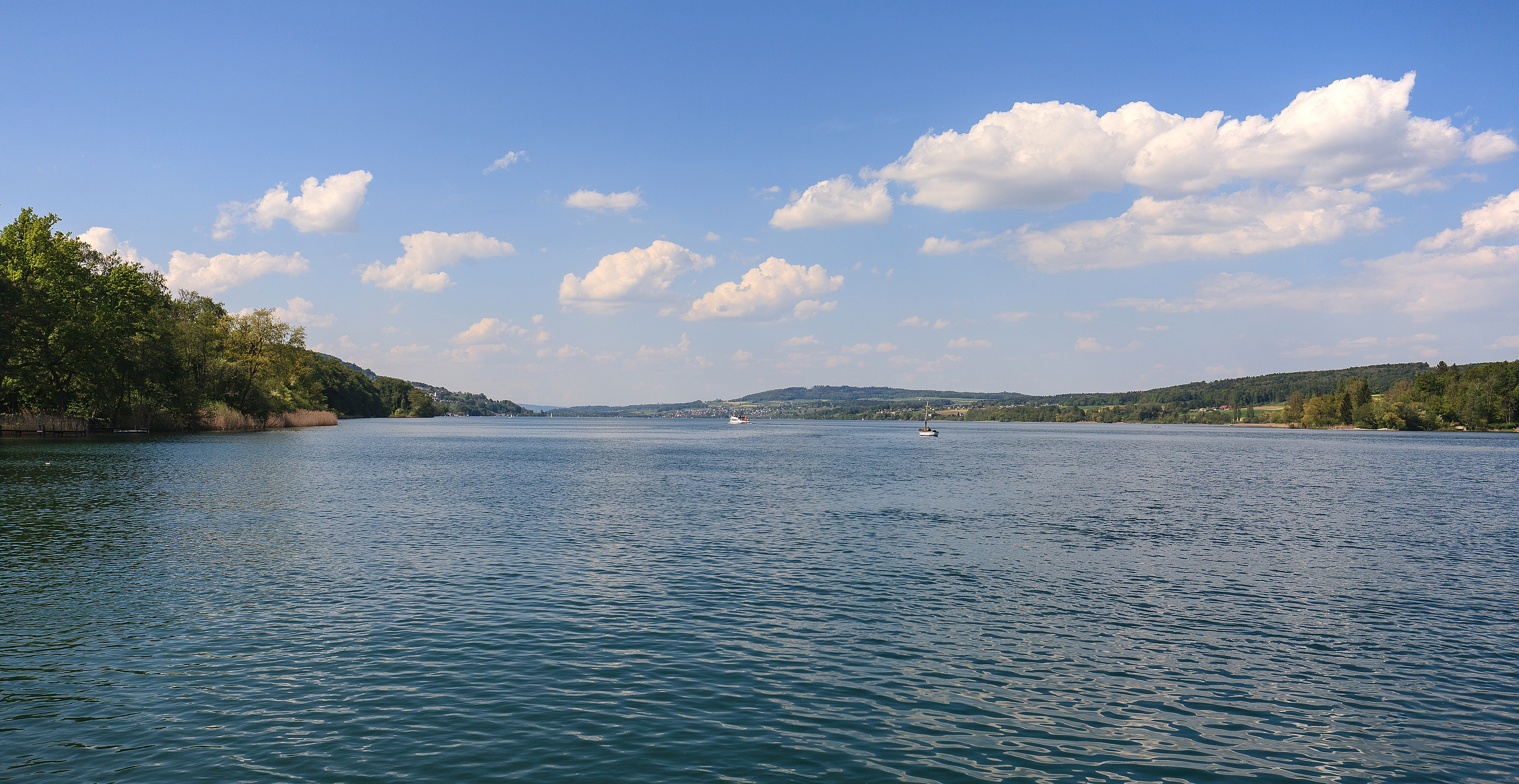
Llac de Hallwil - Vista des del sud